# 平顺站 (越南)
平顺站（越南语：／*/?），舊稱茫蛮站（Ga Mương Mán），是越南南北鐵路的一個重要鐵路車站，主要服務林同省舊潘切市。潘切市雖有其自己的鐵路車站潘切站，但卻不在南北鐵路的主線上。該站的車流量為10輛/日。